# Gaetano Susali

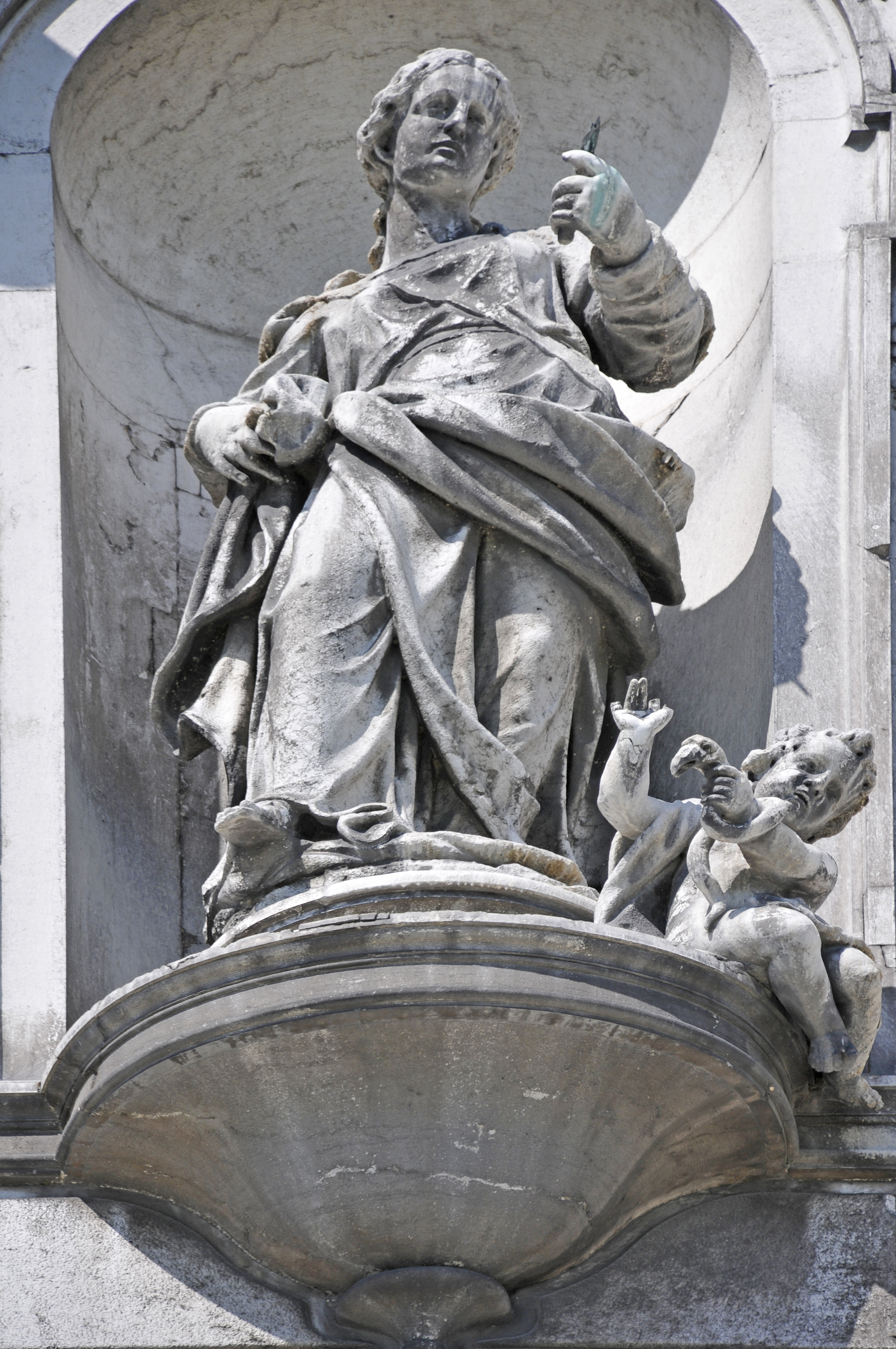
Gaetano Susali, Allegoria della Prudenza, 1736, Venezia Chiesa dei Gesuati

Gaetano Susali (Venezia, 1697 – Venezia, 1779) è stato uno scultore italiano.

## Biografia
Nacque nel 1697 da un tale Benetto (Benedetto), domestico; della madre resta ignoto il nome. A quindici anni entrò nella bottega dello scultore Antonio Tarsia cui rimase legato da un contratto di garzonato per cinque anni. Grazie alla sopravvivenza di tale contratto del 16 febbraio 1712 (1711 more veneto) è possibile risalire alla sua data di nascita ed al nome del padre.
Gli inizi della carriera del Susali non sono note né risulta che disponesse di una bottega propria tuttavia nei documenti viene definito «scultor» abitante vicino a San Zan Degolà come il Tarsia. E proprio in quella stessa chiesa nel 1720 sposò Elisabetta Ardito da cui avrà sei figli. Dagli atti risulta uno stretto legame con la famiglia del maestro: testimone alle sue nozze fu un genero del Tarsia e padrino del terzo figlio fu il ben più noto scultore Antonio Corradini, anch'egli allievo e ma anche genero dello stesso maestro. Dal 1724 risulta iscritto al "Collegio degli scultori", appena istituito, di cui continuò a far parte, anche coprendo alcune cariche, fino al 1771. 
È probabile che inizialmente abbia lavorato come maestro alle dipendenze del Tarsia. Le prime opere firmate come indipendente, ma ancora vincolate ai modi del maestro, sono i due angeli cerofori per l'altar maggiore del duomo di Castelgomberto. Nel 1726 è nota una sua associazione con Francesco Cadorin, un altero meno noto scultore allievo di Paolo Callalo, e nello stesso anno trasferì nel vicinato di Santa Margherita dove anche l'altro risiedeva. 
Nel 1729 iniziò il cospicuo incarico per San Marcuola a Venezia in cui, su indicazione dell'architetto Massari, fino al 1735 realizzò ben 11 statue a partire dal San Bartolomeo per il piccolo altare della sagrestia realizzando poi quelle distribuite su tutti gli altari laterali Madonna col Bambino Sant'Antonio di Padova, San Giovanni Battista, Sant'Antonio Abate, Sant'Elena, San Giuseppe, San Pietro, San Gaetano da Thiene/con Gesù Bambino ed infine i titolari della chiesa Santi Ermagora e Fortunato, post ai fianchi del tabernacolo dell'altar maggiore. Poco dopo, nel 1736, realizzò la statua allegorica della Prudenza  per la nuova facciata dei Gesuati, ricostruita sempre dal Massari. Tutta questa serie di opere manifesta un'evoluzione classicista dello scultore, pur mantenendo traccia del suo alunnato presso Tarsia. Non manca un'attenzione al dettaglio mutuata dal Corradini.

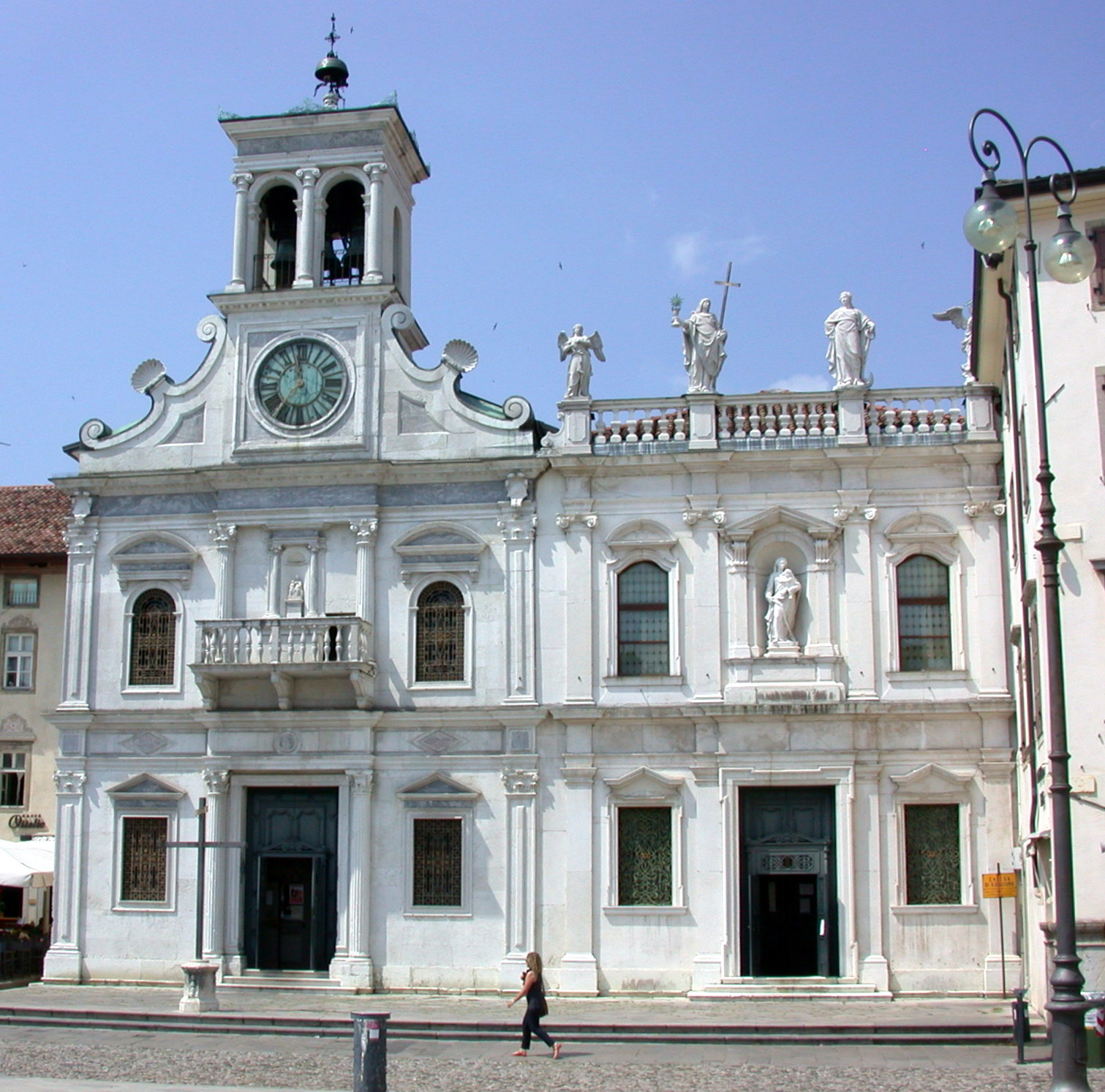
La chiesa di San Giacomo a Udine con le cinque statue del Susali

Nella prima metà del secolo si interruppe l'associazione col Cadorin e verso la fine del quinto decennio scolpì le statue per l'Oratorio del Suffragio che affianca la chiesa di San Giacomo di Udine: in facciata la Madonna con il Bambino, annicchiata sopra il portale, la  Speranza e la Fede tra due Angeli, sulla balaustrata dell'attico, e le allegorie della Verginità e dell'Umiltà ai lati dell'altar maggiore.
Poco dopo concluse anche la pala marmorea del santuario di Nostra Signora del Pilastrello a Lendinara che in un ordinato vortice di nuvole e figure angeliche racchiude un'antica e venerata statua della Vergine. Per lo stesso altare, ai lati della mensa, scolpì anche le allegorie della Verginità e dell'Umiltà.
A conferma del prestigio acquisito Susali 1756 fece parte della commissione, composta da cinque pittori e quattro scultori, che redasse lo statuto della neoistituita "Veneta Accademia di pittura e scultura". Accademia di cui fu anche docente fino al 1776. Nel 1763 venne anche richiesto con Francesco Bonazza ad effettuare un aggiornamento delle stime delle opere in possesso dei Sagredo, collezione precedentemente esaminata nel 1955 da Giambattista Tiepolo e Antonio Gai.
Verso la fine della carriera è nota anche la sua partecipazione alla realizzazione di statue da giardino con soggetti profani, opere ora non più rintracciabili.